# Youth Group
Youth Group es una banda australiana de rock con origen en Newtown, Sídney, Australia y firmada por Ivy League Records

## Discografía

### Álbumes
- Urban and Eastern (16 de julio de 2001)
- Skeleton Jar (22 de marzo de 2004)
- Casino Twilight Dogs (17 de julio de 2006) #10 AUS
- The Night Is Ours (30 de junio de 2008) #66 AUS

### Sencillos
- "Weekender" (1998)
- "Interface" (1999)
- "We are Mean" (1999)
- "Country Tour" (1999)
- "Guilty" (1999)
- "Happiness Border" (2000)

Skeleton Jar:
- "Shadowland" (noviembre de 2003)
- "Baby Body" (2004)

Casino Twilight Dogs:
- "Forever Young" (febrero de 2006) #1 AUS (Platino)
- "Catching and Killing" (agosto de 2006) #44 AUS
- "Daisychains" (febrero de 2007) (descarga en línea)
- "Sorry" (mayo de 2007) (descarga en línea)

The Night Is Ours:
- "Two Sides" (abril de 2008)
- "All This Will Pass" (septiembre de 2008)
- "In My Dreams" (diciembre de 2008)

### Compilaciones
- Banda sonora de the OC: Mix 5 (2005, Warner Bros)
- Vans Warped Tour Compilation Disco 2 (2005)